# Замок Эльмау
Замок Эльмау — замок XIX века на юге Германии. В настоящее время представляет собой баварский альпийский отель класса люкс.
Явился площадкой для проведения 47-го саммита «Большой семёрки»,, встреча была анонсирована правительством Германии 23 января 2014 года.

## Местоположение
Отель расположен в горной долине между городом Гармиш-Партенкирхен (расстояние около 15 км) и Миттенвальд в Баварии у подножья горной цепи Веттерштайн (нем. Wetterstein) у деревни Клайс (нем. Klais).

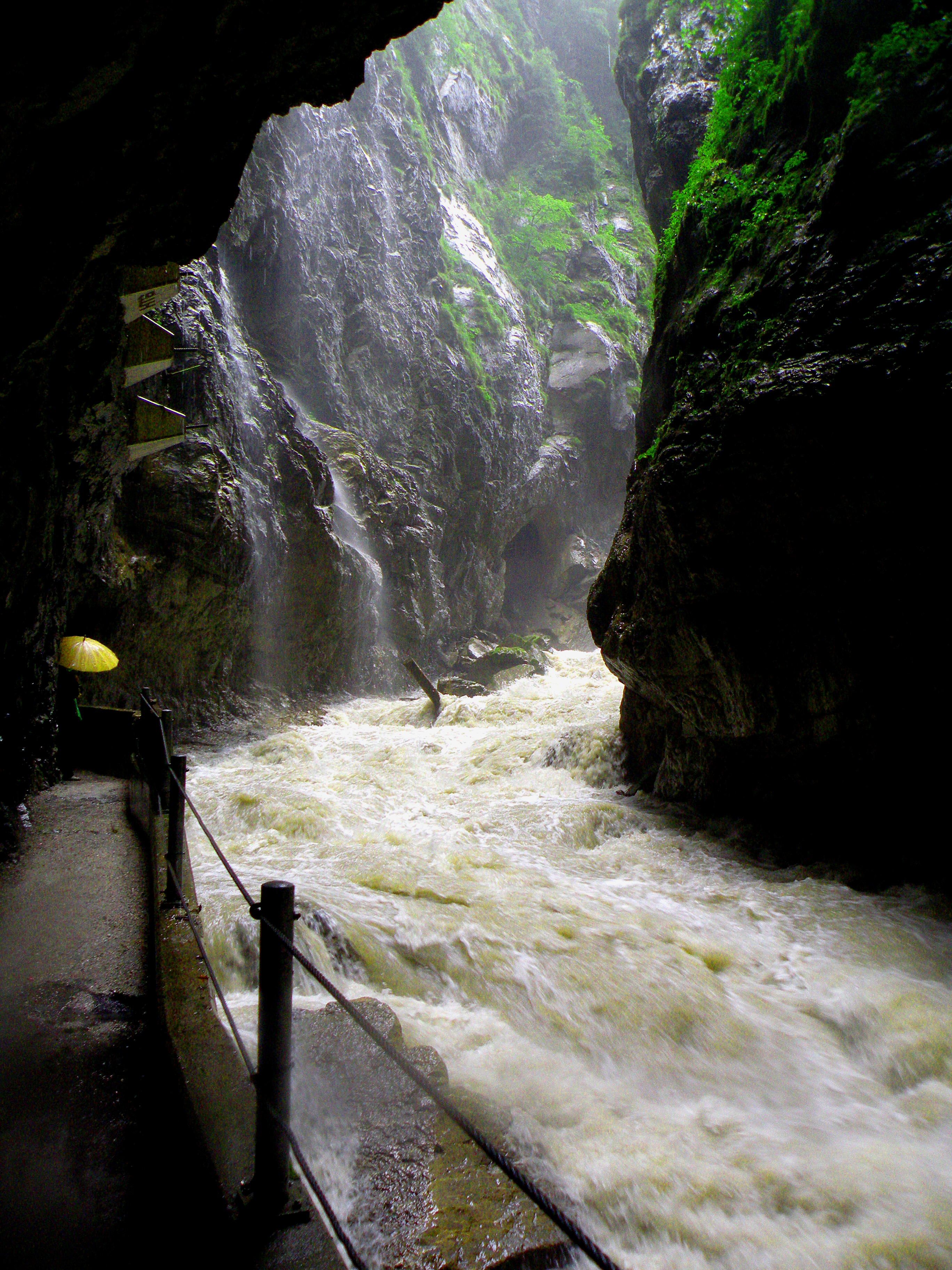
Партнахкламм. Пешеходная тропа к замку Эльмау

Отель может быть доступен либо по частной автодороге из Клаиса, либо пешком через ущелье Партнахкламм, вход в которое находится у Зимнего олимпийского стадиона. Наконец, можно использовать канатную дорогу — Экбауер зайльбан, до населённого пункта Гразек, откуда пешком около 4 км. Вблизи замка расположен также четырёхзвёздочный отель Кранценбах, построенный в стиле английского замка.

## История

### От начала до периода правления нацистов
Впервые эта населённая местность упомянута в 1542 году. Затем здесь была расположена удалённая ферма и лесопилка. Но, после того, как местность перестала приносить доход, её прежние владельцы продали находившийся здесь двор двум почитательницам баварского короля Людвига II, который не раз останавливался здесь на своём пути в свой роскошный замок «Шахен». Там он пребывал десять дней и праздновал свой день рождения и курил опиум на диване, созданном по собственным эскизам. После смерти короля владелицы потеряли интерес к своему имению.

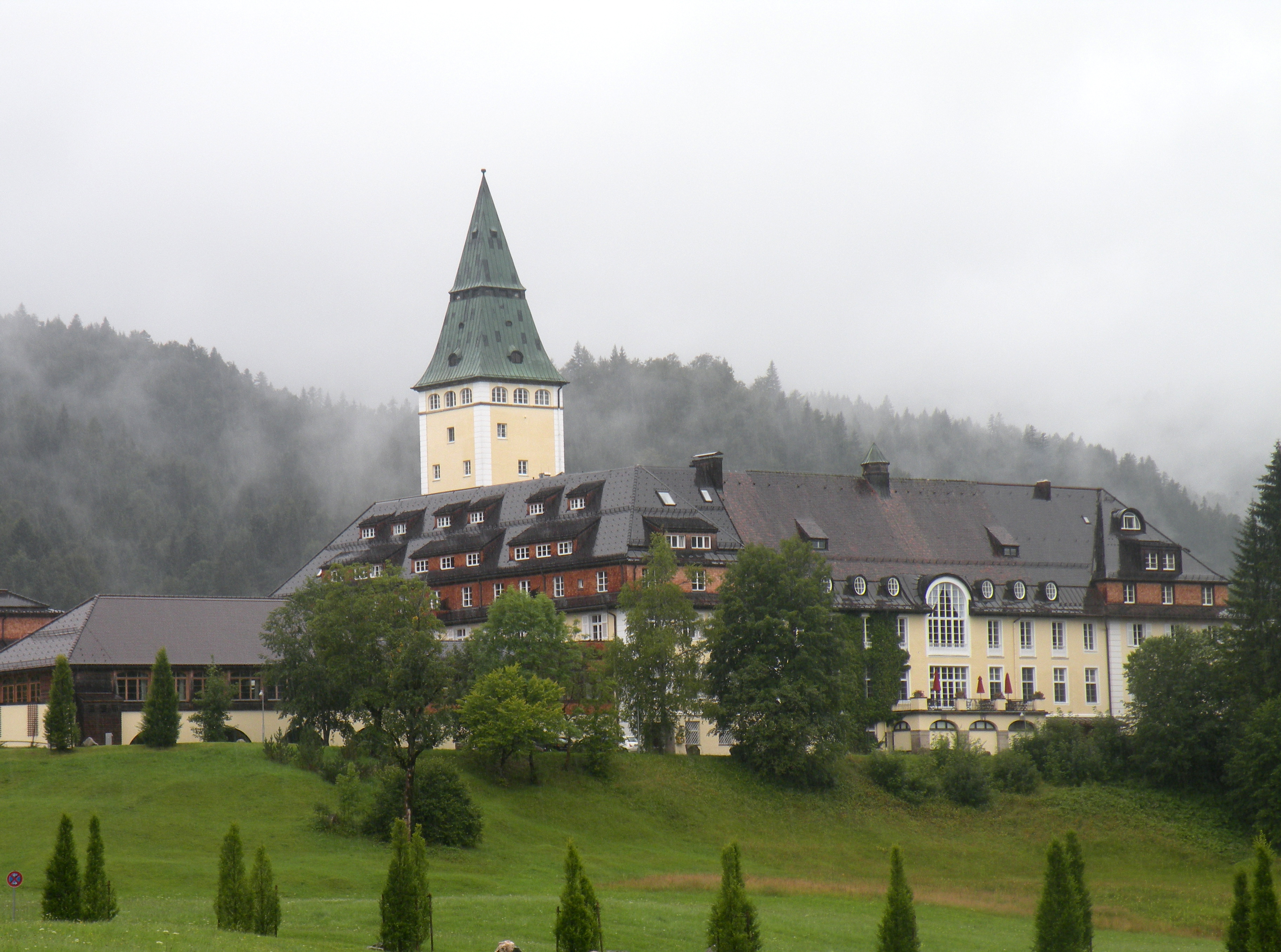
Замок Эльмау. Август 2011 года

Затем философ и теолог, профессор Иоганнес Мюллер, которого принц Макс Баденский считал своим идейным наставником, купил имение и прилегающую территорию перед началом мировой войны. Постройка замка закончилась в 1916 году. Мюллер предназначал замок для посещения своими единомышленниками, стремящимися уединиться и провести время вдали от суеты окружающей их реальности. К тому времени он уже был хорошо известен своими публичными лекциями в курортных городах Германии, а также в Скандинавии и Голландии. Его, наравне с Вальтером Ратенау, рассматривали как представителя нового немецкого идеализма, не запятнанного национализмом. А его замок — как своеобразный «моральный санаторий».

### 1933—1945
В апреле 1933 года Мюллер опубликовал статью «Национальная революция», входившую в серию публикаций, начатых ещё в 1898 году, в которой он резко критиковал Национал-социалистическую партию за её идеологию, в том числе за антисемитизм и биологический подход к рассмотрению истории. Однако он одновременно рассматривал Гитлера как Богом посланного национального лидера, осуществляющего на деле реализацию всеобщей национальной идеи, состоящей в превышении «общественного» над «личным» и обещающей принести мир и процветание населению Европы. Одновременно он подчёркивал особую миссию немецких евреев, как избранной богом нации, а самих евреев — как лучших её представителей, роль которых сравнивал с ролью соли в тарелке супа. В замке Эльмау было запрещено применение общегерманского приветственного жеста.
В 1942 году для предотвращения конфискации замка Гиммлером Мюллер договорился с генералом Фридрихом Фроммом об использовании замка для отдыха военнослужащих вермахта.
В 1944 году замок был превращён в военный госпиталь.
Участник движения сопротивления из группы «Белая роза» Александр Шморель часто бывал в замке начиная с 1930 года. Он использовал замок как место укрытия и был связан с одним из группы русских, которые работали здесь в качестве цвангсарбайтеров. В конце концов Шморель был арестован агентами гестапо, сумевшими выследить его путём подслушивания телефонного разговора и по решению имперского суда гильотинирован. Впоследствии Шморель был прославлен Русской православной церковью заграницей (РПЦЗ), как местночтимый святой.

### С 1945 до пожара 2005 года

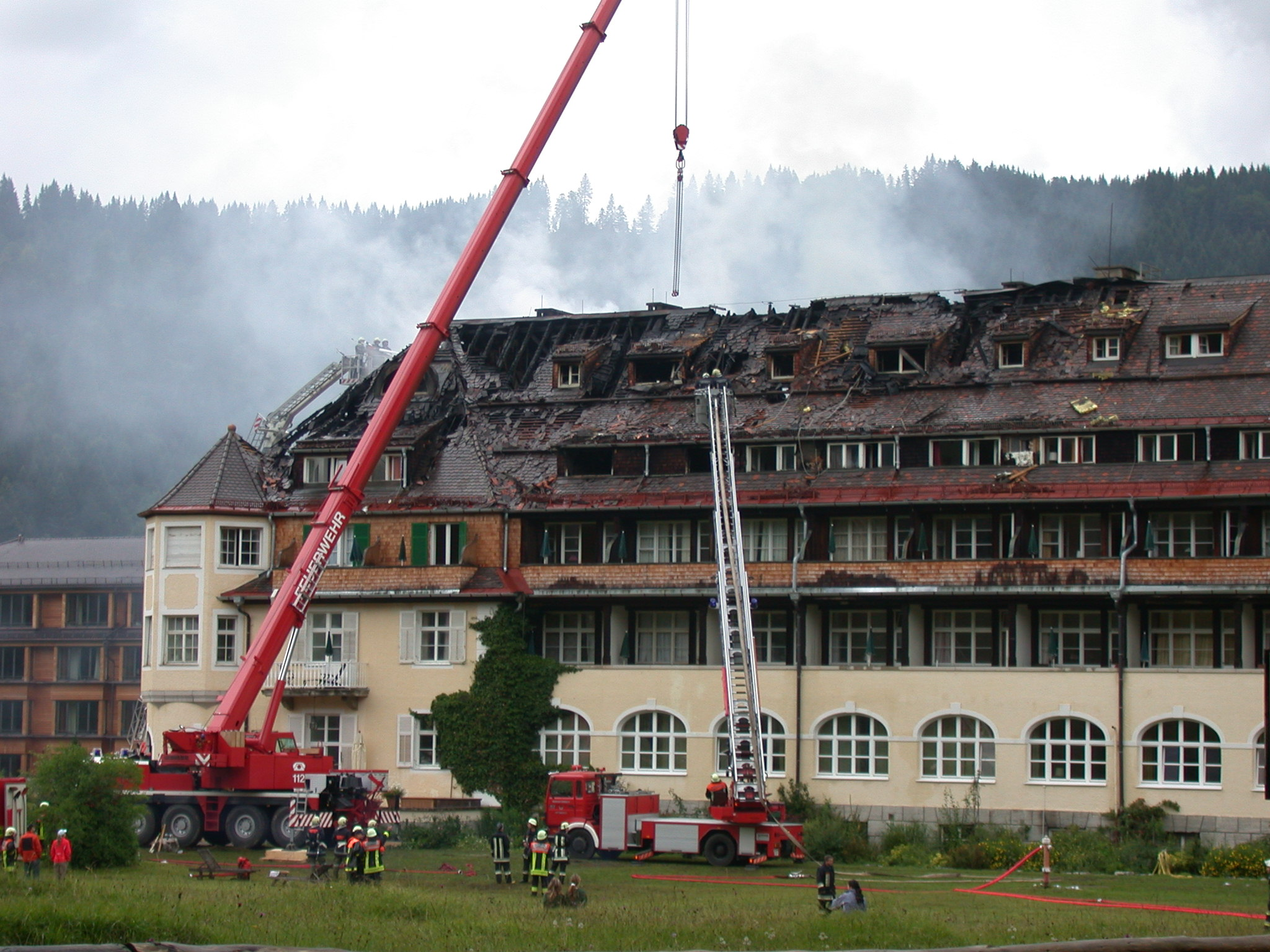
Тушение пожара в здании

В 1945 году замок был использован американцами вначале как концлагерь для нацистов, а затем — как зимняя военная школа.
4 января 1949 в своём замке умер Иоган Мюллер. До 1951 года судьба замка была неопределённой из-за длительного рассмотрения дела в суде о реституции. Но, благодаря помощи старых посетителей замка, в замке вновь было отмечено Рождество. С 1957 года замок стал своеобразной Меккой для участников и слушателей концертов камерной музыки.

### От пожара до встречи G-7
7 августа 2005 года верхние этажи здания выгорели при пожаре, вызванного плохим качеством электропроводки. С 22 июня 2007 года вновь восстановленный замок стал функционировать, как пятизвёздочный отель.
7-8 июня 2015 года на территории замка проходила встреча на высшем уровне руководителей стран-участников «Большой семёрки». Согласно сообщениям прессы, канцлер ФРГ Ангела Меркель принимала президентов США Барака Обаму и Франции Франсуа Олланда, глав правительств Италии Маттео Ренци, Канады Стивена Харпера и Японии Синдзо Абэ. Также со стороны ЕС в замке присутствовали глава Европейского совета Дональд Туск и председатель Европейской комиссии Жан-Клод Юнкер.

26 июня 2022 года в замке также проходила встреча Большой Семёрки.